# Panda (serie televisiva)
Panda è una serie televisiva francese commedia-poliziesco ideata da Thomas Mansuy e Mathieu Leblanc.

## Trama
Victor Pandaloni, per tutti Panda, è un ex-tenente di polizia che dopo un caso andato storto si è ritirato in un angolo remoto e pacifico della Camargue dove gestisce un piccolo bar sulla spiaggia e vive con il figlio adottivo Roman, abbracciando uno stile di vita hippy. Per un caso del destino è costretto a tornare in servizio, ma alle sue condizioni: senza violenza, senza armi e, soprattutto, non troppo presto al mattino. Tutto ciò infastidisce la sua collega Lola, che è molto più rigorosa di lui.

## Episodi
| Stagione         | Episodi | Prima TV | Prima TV | Prima TV |
| Stagione         | Episodi | Belgio   | Francia  | Italia   |
| ---------------- | ------- | -------- | -------- | -------- |
| Prima stagione   | 6       | 2023     | 2023     | 2024     |
| Seconda stagione | 6       | 2025     | 2025     |          |

## Personaggi e interpreti
- Victor "Panda" Pandaloni (stagione 1–in corso), interpretato da Julien Doré, doppiato in italiano da Raffaele Carpentieri.
- Lola (stagione 1–in corso), interpretata da Ophélia Kolb, doppiata in italiano da Rachele Paolelli.
- Commissario Messina (stagione 1–in corso), interpretato da Gustave Kervern, doppiato in italiano da Massimo De Ambrosis.
- Thérèse (stagione 1–in corso), interpretata da Hélène Vincent, doppiata in italiano da Mirta Pepe.
- Stan (stagione 1–in corso), interpretato da Maxence Lapérouse, doppiato in italiano da Davide Perino.
- Roman (stagione 1–in corso), interpretato da Mathis Bour, doppiato in italiano da Adriano Venditti.
- Ariane (stagione 1–in corso), interpretata da Laure Osseni, doppiata in italiano da Jessica Bologna.

## Produzione
Le riprese della prima stagione sono state effettuate in numerose località del sud della Francia, sparse nei dipartimenti di Bouches-du-Rhône, Gard, Hérault e Aude. Le scene ambientate al rifugio di Panda sono state girate a Gruissan, vicino a Narbonne; il set della stazione di polizia è stato costruito nel municipio di Palavas-les-Flots; le scene del karaoke sono state girate in una discoteca a Vauvert; le scene all'aperto sono state girate a Salin-de-Giraud e Salins d'Aigues-Mortes, nella manade Lafon a Saint-Nazaire-de-Pézan, così come nel villaggio naturista, nel Centro Internazionale di Tennis e nel parco divertimenti Aqualand a Cap d'Agde.
La serie è stata rinnovata per una seconda stagione le cui riprese sono partite in Camargue il 28 marzo 2024.